# الذبابه والنملة

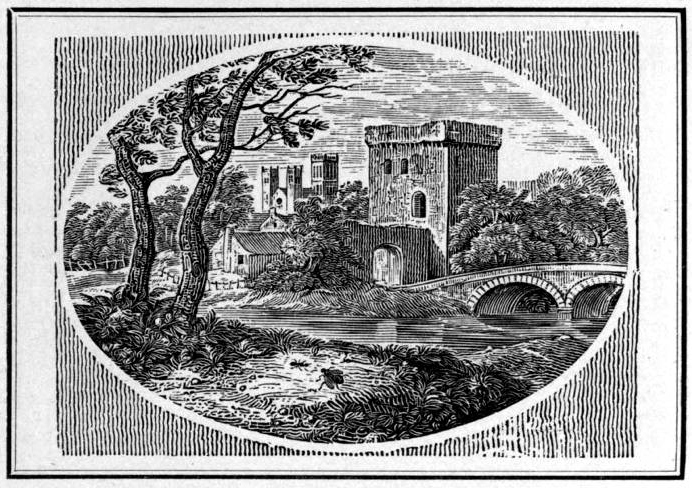
نقش توماس بويك الخشبي يوضح الحكاية ، ١٨١٨

الذبابه والنملة هي إحدى حكايات إيسوب والتي تسرد بشكل نقاش بين الحشرتين ورقمت ب برقم 521 في (perry index) بيري انديكس.

## مسألة الأسبقية
روى فيدروس بالحكاية ان الذبابه تدعي صدارة تذوق التضحيات حتى قبل الاله وتجلس فوق رؤوس الملوك وتتحرر مع أي امرأه.
تجادلها النملة بأن أخذ الحضور دون ان ان تصلك دعوه لا يثبت أي شي فالعمل من اجل المصلحة العامه هو المقياس الحقيقي وليس المجد الباطل وسيثبت الشتاءكلامي.
بسبب تفاخر النملة بعملها في فصل الشتاء يُضن ان مناقشتهم مشتقة من قصة النملة والجندب.
في بعض الروايات يكون رد النملة أن الذبابة تجلس على الروث بالتساوي مع أماكن البروز التي يتم التشديد عليها.
وهذا صحيح في تفسير اودو شيريتون الكنسي في نسخة روجر ليسترانج المفعمه بالحيويه وصدام سومرفيل بين الحاشية وابن عمه الريفي.
استخدم ويليام كاكستون القصة لتوجيه اصابع الاتهام إلى اولئك المختالون في حين ان الفخر هو هدف القصيده اللاتينيه الجديدة القائمة على حكاية هيرونيموساوسيوس في حكايات لافونتين تم تسليط الضوء على مهارة الادخار لدى لنمل كما هو الحال في المجموعة المعاصرة التي رسمها فرانسيس بارلو وكذلك في انعكاساتالنثر لصموئيل كروكسال وتوماس بيويك في ivan krylov كريلوف «الذبابة والنحلة»، تحاول النحلة الإشارة إلى أن الذبابة محتقرة ويتم طردها باستمرار والتي اردعليها الذبابه انها لا تهتم ويمكنها دائما الطيران مرات أخرى.

## روابط خارجية
- الرسوم التوضيحية في الكتب من القرنين الخامس عشر والتاسع عشر